# Série de championnat de la Ligue nationale de baseball 1996
La Série de championnat de la Ligue nationale de baseball 1996 était la série finale de la Ligue nationale de baseball, dont l'issue a déterminé le représentant de cette ligue à la Série mondiale 1996, la grande finale des Ligues majeures.
Cette série quatre de sept a débuté le mercredi 9 octobre 1996 et s'est terminée le samedi 17 octobre par une victoire des Braves d'Atlanta, quatre victoires à trois sur les Cardinals de Saint-Louis. Pour remporter la série, les Braves gagnent les trois dernières rencontres pour renverser un déficit d'une victoire à trois, et accéder à une deuxième Série mondiale consécutive.

## Équipes en présence
Champions en titre du baseball majeur depuis leur triomphe en Série mondiale 1995, les Braves d'Atlanta remportent le cinquième d'une série record de 14 championnats de division consécutifs, alors qu'ils enlèvent en 1996 le titre de la division Est avec 96 victoires et 66 défaites en saison régulière. En Série de divisions, ils triomphent de l'équipe qualifiée comme meilleure deuxième dans la Ligue nationale, les Dodgers de Los Angeles (90 gains, 72 défaites durant la saison), en trois parties de suite.
Les Cardinals de Saint-Louis remportent quant à eux le championnat de la section Centrale avec une fiche victoires-défaites de 88-74. Il s'agit de leur premier titre dans la Centrale depuis le réaménagement des divisions, deux années plus tôt. Opposés aux Padres de San Diego, champions de la division Ouest avec un dossier de 91-71, les Cards l'emportent en gagnant les trois matchs de leur Série de divisions.

## Déroulement de la série

### Calendrier des rencontres
| Match | Date       | Visiteur                 | Hôte                     | Score  |
| ----- | ---------- | ------------------------ | ------------------------ | ------ |
| 1     | 9 octobre  | Cardinals de Saint-Louis | Braves d'Atlanta         | 2 - 4  |
| 2     | 10 octobre | Cardinals de Saint-Louis | Braves d'Atlanta         | 8 - 3  |
| 3     | 12 octobre | Braves d'Atlanta         | Cardinals de Saint-Louis | 2 - 3  |
| 4     | 13 octobre | Braves d'Atlanta         | Cardinals de Saint-Louis | 3 - 4  |
| 5     | 14 octobre | Braves d'Atlanta         | Cardinals de Saint-Louis | 14 - 0 |
| 6     | 16 octobre | Cardinals de Saint-Louis | Braves d'Atlanta         | 1 - 3  |
| 7     | 17 octobre | Cardinals de Saint-Louis | Braves d'Atlanta         | 0 - 15 |

### Match 1
Mercredi 9 octobre 1996 au Fulton County Stadium, Atlanta, Géorgie.
| Cardinals de Saint-Louis | 0 | 1 | 0 | 0 | 0 | 0 | 1 | 0 | 0 | 2 | 5 | 0 |
| Braves d'Atlanta | 0 | 0 | 0 | 0 | 2 | 0 | 0 | 2 | X | 4 | 9 | 0 |
| Lanceurs partants : STL : Andy Benes ATL : John Smoltz Vic. : John Smoltz (1-0) Déf. : Mark Petkovsek (0-1) Sauv. : Mark Wohlers (1) |   |   |   |   |   |   |   |   |   |   |   |   |

### Match 2
Jeudi 10 octobre 1996 au Fulton County Stadium, Atlanta, Géorgie.
| Cardinals de Saint-Louis | 1 | 0 | 2 | 0 | 0 | 0 | 5 | 0 | 0 | 8 | 11 | 2 |
| Braves d'Atlanta | 0 | 0 | 2 | 0 | 0 | 1 | 0 | 0 | 0 | 3 | 5  | 2 |
| Lanceurs partants : STL : Todd Stottlemyre ATL : Greg Maddux Vic. : Todd Stottlemyre (1-0) Déf. : Greg Maddux (0-1) HRs : STL : Gary Gaetti (1) ATL : Marquis Grissom (1) |   |   |   |   |   |   |   |   |   |   |    |   |

### Match 3
Samedi 12 octobre 1996 au Busch Memorial Stadium, Saint-Louis, Missouri.
| Braves d'Atlanta | 1 | 0 | 0 | 0 | 0 | 0 | 0 | 1 | 0 | 2 | 8 | 1 |
| Cardinals de Saint-Louis | 2 | 0 | 0 | 0 | 0 | 1 | 0 | 0 | X | 3 | 7 | 0 |
| Lanceurs partants : ATL : Tom Glavine STL : Donovan Osborne Vic. : Donovan Osborne (1-0) Déf. : Tom Glavine (0-1) Sauv. : Dennis Eckersley (1) HRs : ATL : Ron Gant (1, 2) |   |   |   |   |   |   |   |   |   |   |   |   |

### Match 4
Dimanche 13 octobre 1996 au Busch Memorial Stadium, Saint-Louis, Missouri.
| Braves d'Atlanta | 0 | 1 | 0 | 0 | 0 | 2 | 0 | 0 | 0 | 3 | 9 | 1 |
| Cardinals de Saint-Louis | 0 | 0 | 0 | 0 | 0 | 0 | 3 | 1 | X | 4 | 5 | 0 |
| Lanceurs partants : ATL : Denny Neagle STL : Andy Benes Vic. : Dennis Eckersley (1-0) Déf. : Greg McMichael (0-1) HRs : ATL : Ryan Klesko (1), Mark Lemke (1) STL : Brian Jordan (1) |   |   |   |   |   |   |   |   |   |   |   |   |

### Match 5
Lundi 14 octobre 1996 au Busch Memorial Stadium, Saint-Louis, Missouri.
| Braves d'Atlanta | 5 | 2 | 0 | 3 | 1 | 0 | 0 | 1 | 2 | 14 | 22 | 0 |
| Cardinals de Saint-Louis | 0 | 0 | 0 | 0 | 0 | 0 | 0 | 0 | 0 | 0  | 7  | 0 |
| Lanceurs partants : ATL : John Smoltz STL : Todd Stottlemyre Vic. : John Smoltz (2-0) Déf. : Todd Stottlemyre (1-1) HRs : ATL : Javy Lopez (1), Fred McGriff (1) |   |   |   |   |   |   |   |   |   |    |    |   |

### Match 6
Mercredi 16 octobre 1996 au Fulton County Stadium, Atlanta, Géorgie.
| Cardinals de Saint-Louis | 0 | 0 | 0 | 0 | 0 | 0 | 0 | 1 | 0 | 1 | 6 | 1 |
| Braves d'Atlanta | 0 | 1 | 0 | 0 | 1 | 0 | 0 | 1 | X | 3 | 7 | 0 |
| Lanceurs partants : STL : Alan Benes ATL : Greg Maddux Vic. : Greg Maddux (1-1) Déf. : Alan Benes (0-1) Sauv. : Mark Wohlers (2) |   |   |   |   |   |   |   |   |   |   |   |   |

### Match 7
Jeudi 17 octobre 1996 au Fulton County Stadium, Atlanta, Géorgie.
| Cardinals de Saint-Louis | 0 | 0 | 0 | 0 | 0 | 0 | 0 | 0 | 0 | 0  | 4  | 2 |
| Braves d'Atlanta | 6 | 0 | 0 | 4 | 0 | 3 | 2 | 0 | X | 15 | 17 | 0 |
| Lanceurs partants : STL : Donovan Osborne ATL : Tom Glavine Vic. : Tom Glavine (1-1) Déf. : Donovan Osborne (1-1) HRs: ATL : Javy Lopez (2), Andruw Jones (1), Fred McGriff (2) |   |   |   |   |   |   |   |   |   |    |    |   |

## Joueur par excellence
Le receveur des Braves d'Atlanta, Javy López, est nommé joueur par excellence de la Série de championnat 1996 grâce à une impressionnante production de 13 coups sûrs en 24 présences à la plaque, pour une moyenne au bâton de ,542. Il affiche une moyenne de puissance de 1,000 dans les sept affrontements contre Saint-Louis, avec cinq doubles et deux coups de circuit. En plus de ses huit points marqués et six points produits, López vole un but et soutire trois buts-sur-balles aux lanceurs adverses. Sa moyenne de présence sur les buts durant la série s'élève à ,607. Ses sept coups sûrs de plus d'un but sont un record des Séries de championnat de la Ligue nationale.